# This Here Is Bobby Timmons!
This Here Is Bobby Timmons! è un album di Bobby Timmons, pubblicato dalla Riverside Records nel 1960. Il disco fu registrato il 13 e 14 gennaio 1960 al "Reeves Sound Studios" di New York City.

## Tracce
Lato A
1. This Here – 3:31 (Bobby Timmons)
2. Moanin' – 5:06 (Bobby Timmons)
3. Lush Life – 2:27 (Billy Strayhorn)
4. The Party's Over – 4:11 (Adolph Green, Betty Comden, Jule Styne)
5. Prelude to a Kiss – 3:22 (Duke Ellington, Irving Mills)

Lato B
1. Dat Dere – 5:22 (Bobby Timmons)
2. My Funny Valentine – 5:06 (Richard Rodgers, Lorenz Hart)
3. Come Rain or Come Shine – 4:30 (Johnny Mercer, Harold Arlen)
4. Joy Ride – 3:58 (Bobby Timmons)

## Musicisti
- Bobby Timmons  - pianoforte
- Sam Jones  - contrabbasso (tranne brano : A3)
- Jimmy Cobb  - batteria (tranne brano : A3)